# Takanohana III
Takanohana III Koji, 貴乃花 光司 - Takanohana Kōji, il cui vero nome è Koji Hanada, 花田 光司 - Hanada Kōji (Suginami, 12 agosto 1972), è un lottatore di sumo giapponese.

## Biografia
Appartiene ad una grande famiglia di sumo (egli è infatti il figlio più piccolo del grande Futagoyama, conosciuto come Takanohana II da quando divenne Ozeki), esordì nel sumo professionistico nel marzo del 1988, lo stesso momento in cui entravano in questo mondo anche Wakanohana, suo fratello maggiore, ed Akebono.
La sua carriera all'interno delle classifiche di rendimento del sumo è stata fulminea: egli ha infatti battuto numerosi record di precocità. Per esempio, è stato il più giovane ad essere nominato Juryo, il più giovane ad entrare nella più importante serie di questo sport, la Makuuchi, ed inoltre è stato il più giovane a vincere proprio la Makuuchi. Infine, è stato nominato Ozeki nel marzo del 1993 (anche questo è un record di velocità) e Yokozuna (gran campione) nel maggio del 1995.
Ha difeso il titolo di Yokozuna per otto anni, prima di ritirarsi nel 2003. In tutta la sua carriera ha vinto in totale 22 tornei, di cui 10 tra il 1994 e il 1996. Dopo il "pensionamento" è diventato un membro dell'"Associazione Sumo", riuscendo ad essere eletto come il rappresentante dei giovani lottatori, titolo che anche suo padre riuscì ad acquisire.
Infastidito dai paragoni col padre, egli ha così risposto ad un giornalista che gli chiedeva un confronto col genitore: "Il nostro è un rapporto come quello tra Gilles Villeneuve e Jacques Villeneuve: il padre è più forte, ma il figlio ha vinto di più!". Egli decise comunque di cambiarsi il nome, perché era convinto che se avesse continuato a chiamarsi Koji Hanada non sarebbe andato più in là del titolo di Ozeki.